# Demobotys exigua
Demobotys exigua är en fjärilsart som beskrevs av Munroe och Akira Mutuura 1969. Demobotys exigua ingår i släktet Demobotys och familjen Crambidae. Inga underarter finns listade i Catalogue of Life.